# Aldo Bettini
Aldo Bettini (Bolonya, 21 de juny de 1886 - 16 de gener de 1929) fou un ciclista italià que va córrer en els anys previs a la Primera Guerra Mundial. Va prendre part en tres edicions del Tour de França, acabant dues d'elles entre els deu primers classificats. El 16 de gener de 1929 es va nacionalitzar francès.

## Palmarès
- 1913: 1r a la Niça-Annot-Niça.

### Resultats al Tour de França
- 1908. 19è de la classificació general
- 1909. 10è de la classificació general
- 1910. 10è de la classificació general